# Pinturicchio

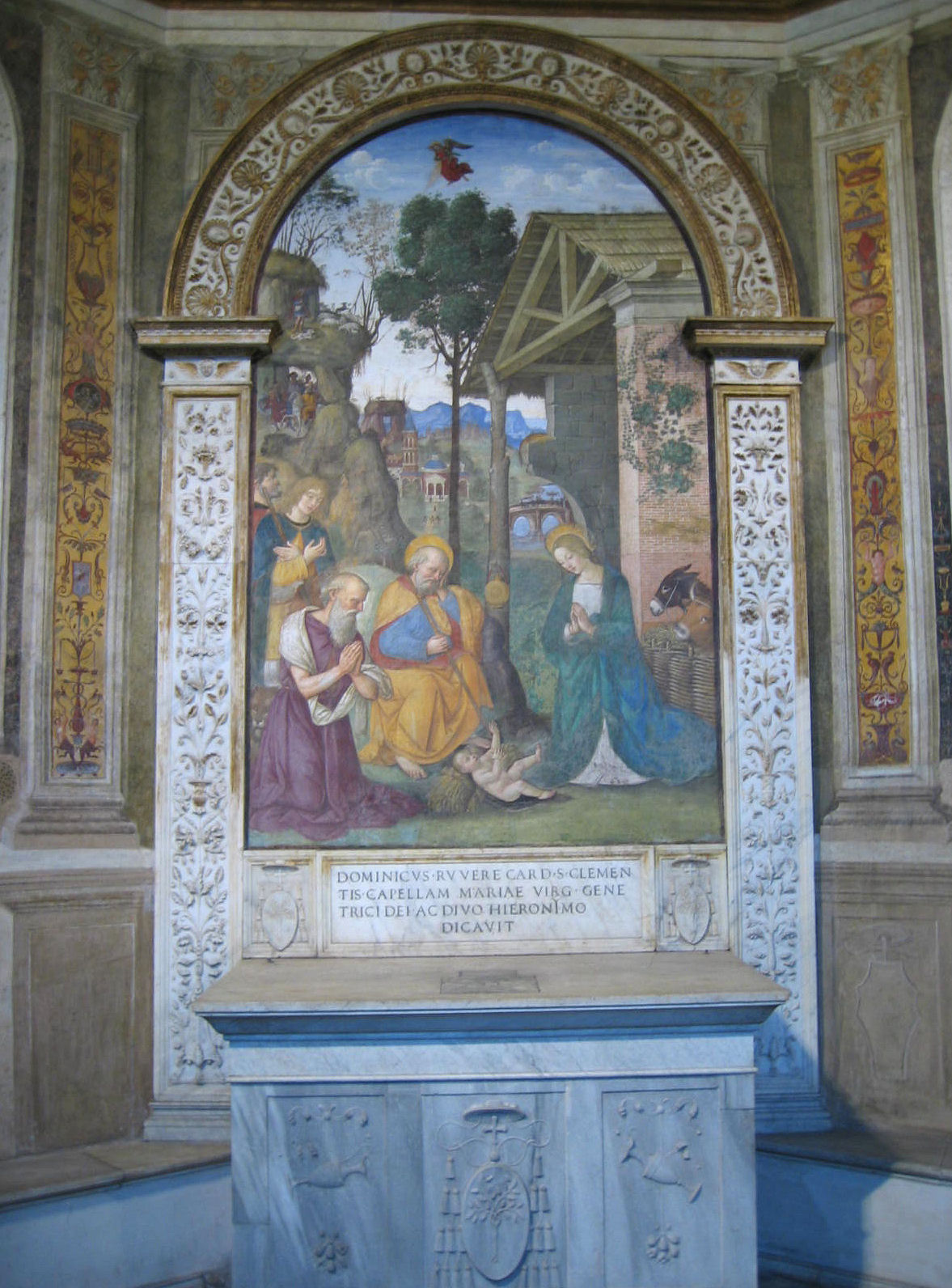
Pinturicchio – Jesu födelse (1485–1489), fresk. Santa Maria del Popolo, Rom

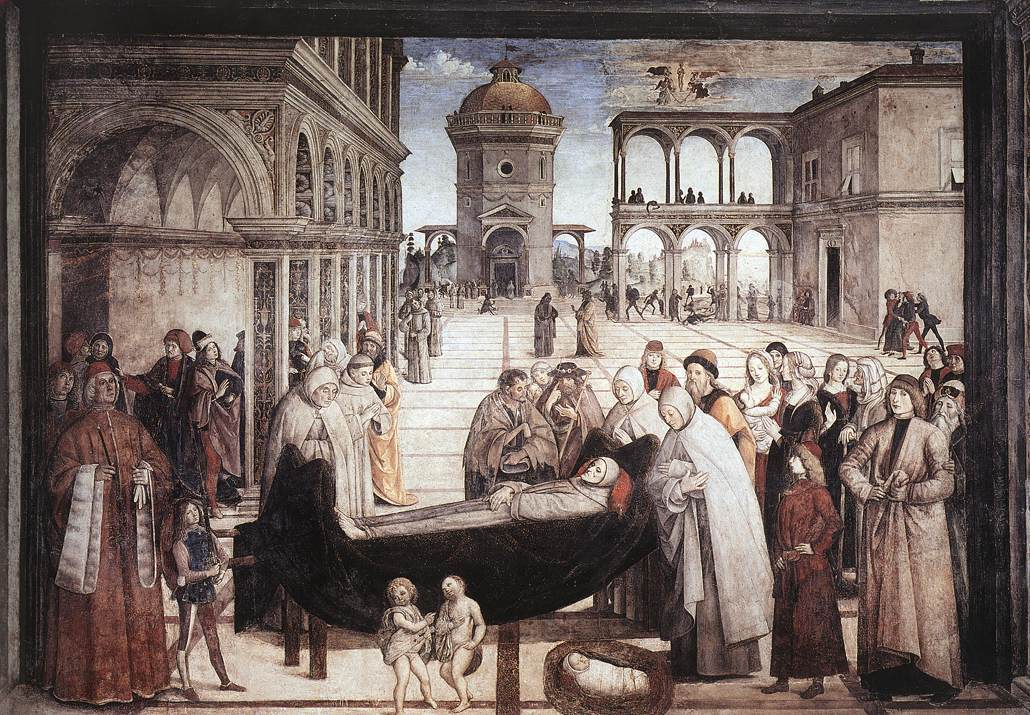
Pinturicchio – ”Den helige Bernardinus begravning” (1487–1489). Cappella Bufalini, Santa Maria in Aracoeli, Rom

Pinturicchio (egentligen Bernardino di Betto Biagio), född 1454 i Perugia, Italien, död 11 december 1513 i Siena, var en italiensk målare under renässansen.

## Biografi
Pinturicchio började sin konstnärsbana som lärling i verkstaden hos Fiorenzo di Lorenzo. Han påverkades också av Perugino, vars assistent han var när de från 1481 till 1483 medverkade vid utsmyckningen av Sixtinska kapellet.
Förutom i Perugia och Rom arbetade Pinturicchio i Orvieto, Spoleto, Spello och Siena, där han 1502 bosatte sig. 1502–1508 dekorerade han Biblioteca Piccolomini i Siena med målningar, bland annat Aeneas Piccolomini presenterar Eleonora av Portugal för kejsar Fredrik III.
Pinturicchio arbetade i första hand som freskomålare, men han efterlämnade även religiösa historiemålningar och porträtt. Han använder en behaglig, ibland genrelikt berättande stil med dekorativ verkan som i allmänhet avstår från dramatiska element. Hans färger har en intensiv lyskraft. Som en av den italienska renässansens första målare inför han den från antiken övertagna groteskornamentiken.
För påven Alexander VI:s räkning dekorerade Pinturicchio dennes praktvåning i Vatikanen, Appartamento Borgia.

## Mästerverket – Cappella Bufalini
I kyrkan Santa Maria in Aracoeli i Rom smyckade Pinturicchio 1487–1489 Cappella Bufalini med fresker föreställande scener ur den helige Bernardinus liv. Helgonet hade försonat familjerna Bufalini och Baglione med varandra, och för att hugfästa minnet av denna händelse uppdrog advokaten vid kurian, Niccolò Bufalini, åt Pinturicchio att måla familjekapellets väggar. En av de imponerande freskerna är Den helige Bernardinus begravning. Med sin färgprakt anses dessa fresker vara bland de vackraste i Rom.